# Grapice
Grapice (kaszb.Grabcé, niem. Grapitz) – stara osada w Polsce położona w województwie pomorskim, w powiecie słupskim, w gminie Potęgowo. Wieś jest siedzibą sołectwa Grapice w którego skład wchodzi również miejscowość Grapiczki.
W latach 1975–1998 miejscowość administracyjnie należała do województwa słupskiego.